# Steyr-Daimler-Puch Spezialfahrzeug
La Steyr-Daimler-Puch Spezialfahrzeug GmbH (SSF) è stata una società austriaca di veicoli da trasporto in ambito militare, nata dall'azienda dell'Alta Austria Steyr-Daimler-Puch. Nell'ottobre del 2003 viene ceduta alla statunitense General Dynamics e inglobata nella „General Dynamics European Land Systems“, con sede a Madrid, con in società la svizzera Mowag e la spagnola Santa Bárbara Sistemas.
La SSF costruiva il Pandur panzer gommato, usato tra gli altri dal Portogallo in 260 esemplari. Il panzer venne anche venduto in 199 esemplari per 822 milioni di Euro nel 2007 all'Esercito della Repubblica Ceca, ma l'ordine venne stornato dallo stesso governo ceco che, nel 2009, acquistò poi solo 107 veicoli per 578 milioni di Euro.
La attività della SSF rientra nella dichiarazione di neutralità austriaca che non permette la consegna di armi e apparati a Stati in zone di guerra („Krisenregionen“). Nel 2001 vennero esportati 66 veicoli trasporto truppa allo Zimbabwe, appena prima dell'embargo UE.
Presso il sito di Vienna-Simmering vi sono ca. 350 occupati.

## Produzione

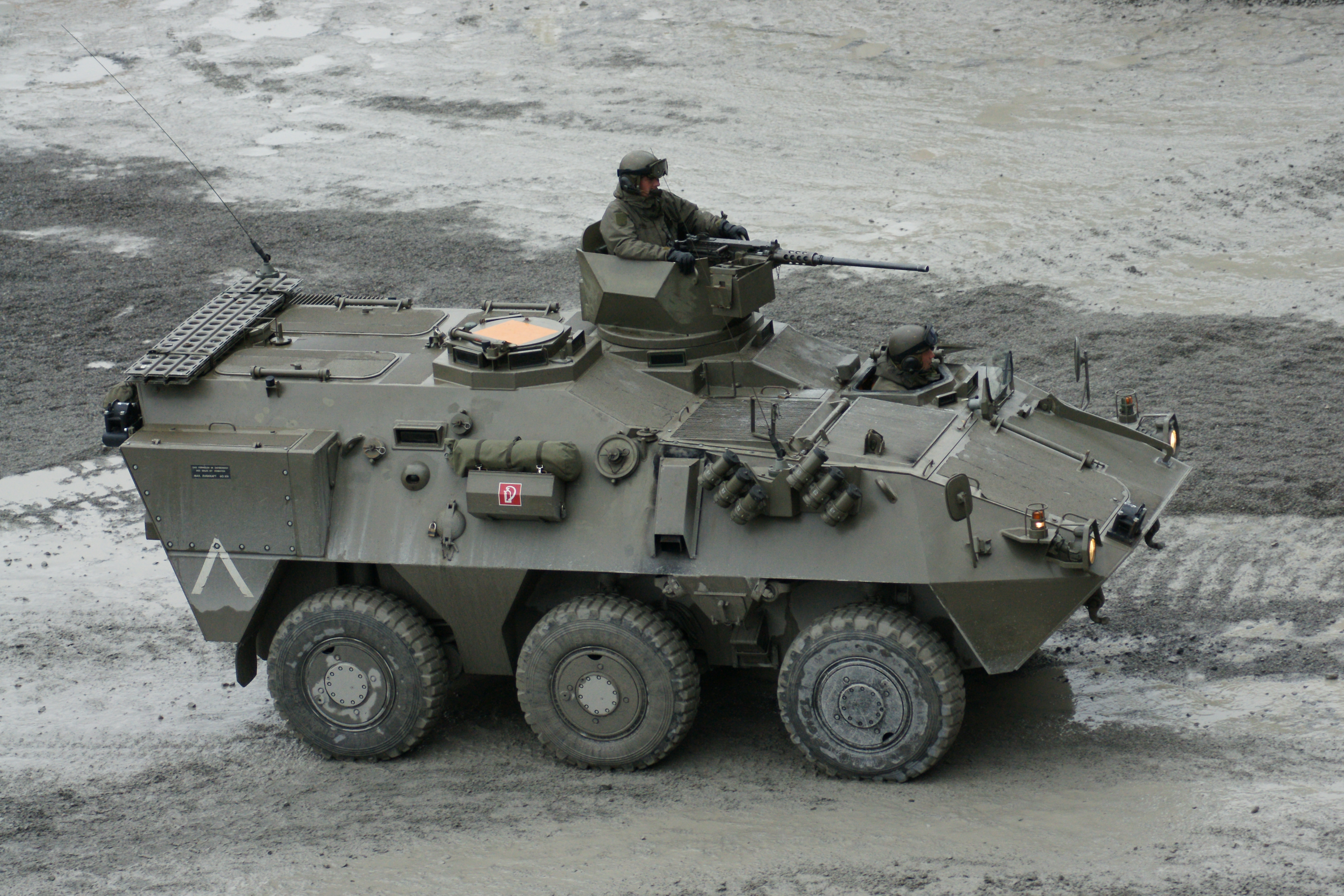
Radpanzer Pandur

La SSF produsse il panzer gommato Pandur, il panzer Ulan e la torretta SP30, sviluppati e prodotti presso lo stabilimento di Vienna-Simmering.
Nell'ottobre 2013 diviene noto che la produzione del Pandur avverrà in Portogallo.